# Car Tenji
Car Tenji (天智天皇 Tenji-tennō, 626 – 7. januar 671), takođe poznat i kao car Tenji, bio je 38. po redu car Japana, prema tradicionalnom popisu. Tenji je vladao od 661. do 671. Bio je sin cara Jomeija, ali je nasledio majku, caricu Saimei. Pre dolaska na presto bio je poznat kao Princ Naka-no-Ōe (中大兄皇子 Naka-no-Ōe no Ōji). Kao princ, Naka no Ōe je igrao ključnu ulogu u događajima koji su doveli do pada klana Soga koji je prethodnih decenija dominirao carskom porodicom. Kada je 644. video kako klan Soga jača, te kako bi mogao čak i zameniti carsku porodicu, zajedno sa Nakatomi no Kamatarijem je organizovao atentat na Soga no Iruku; ti i kasniji događaji, poznati kao Iši incident, doveli su do jačanja carske vlasti.
Na vlast je došao 661. Sledeće godine je izdao Zakonik Omi, prvi zakonik u japanskoj istoriji. Njegova smrt je izazvala dinastijski sukob između četrnaestoro dece, koji je završen pobedom princa Otomoa, koji je nastavio vladati kao car Kobun.